# Pantherodes colubraria
Pantherodes colubraria é um inseto da ordem Lepidoptera; uma mariposa, ou traça, neotropical da família Geometridae; classificada em 1858 por Achille Guenée, na página 200 da obra Histoire naturelle des insectes. Spécies général des lépidoptères. Ela está citada numa ampla distribuição geográfica que vai do Equador, Peru e Colômbia, em habitat de floresta tropical pluvial com altitudes entre 500 a 2000 metros, até o Brasil; os seus espécimes, um macho e uma fêmea, coletados em Nova Friburgo, no Rio de Janeiro; A. Guenée afirmando que ela é "consistentemente maior que pardalaria", a outra espécie brasileira do seu gêneroː Pantherodes, cujas mariposas, conhecidas por serem diurnas e por sua proximidade com cursos d'água, pouco diferem na sua aparência.

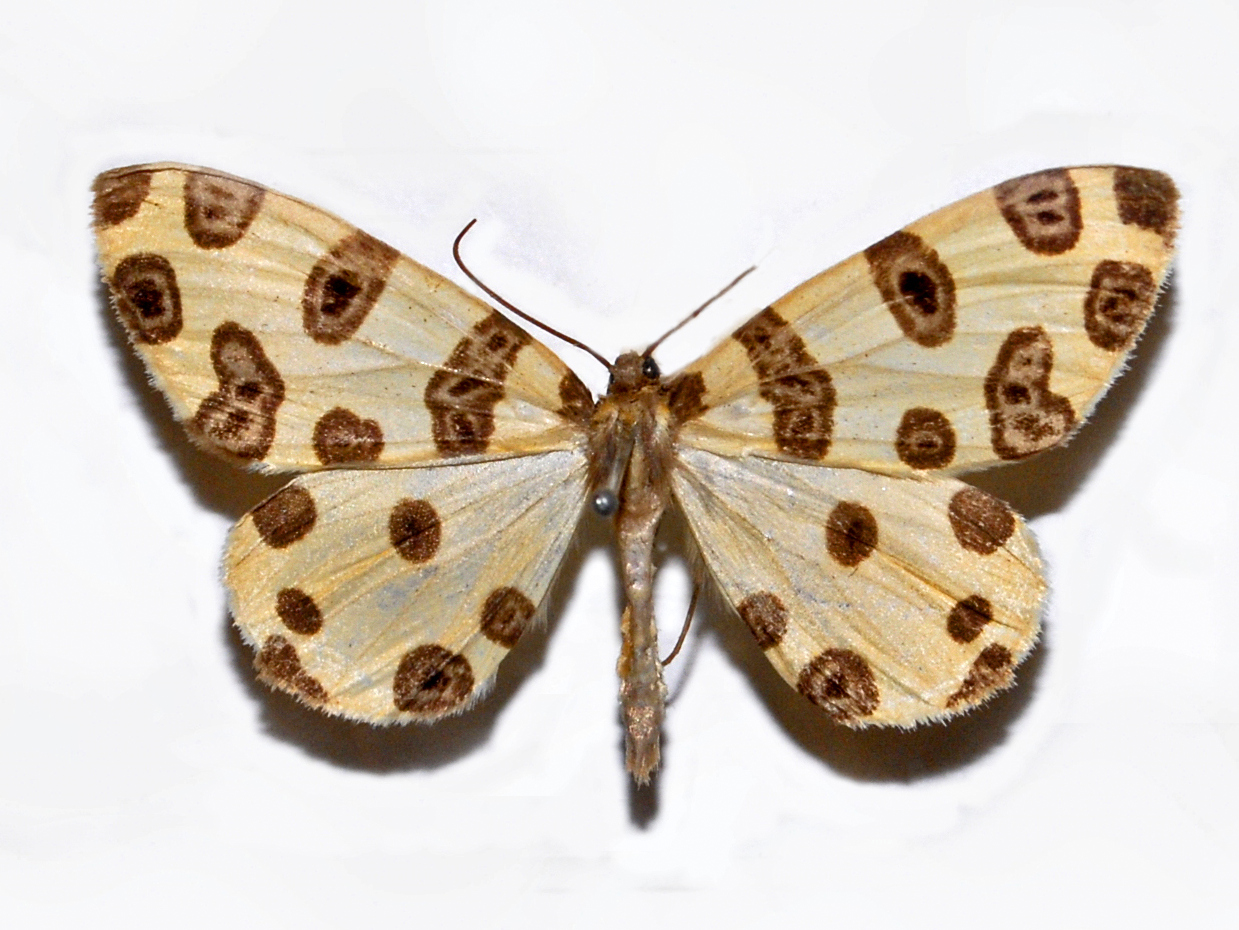
Fotografia de um pálido espécime de P. colubraria em um museu de Trieste.

## Planta-alimento
As suas lagartas procuram principalmente as plantas da família Urticaceae, sendo encontradas nos gêneros Boehmeria (em Boehmeria caudata) e Myriocarpa.